# Angklung

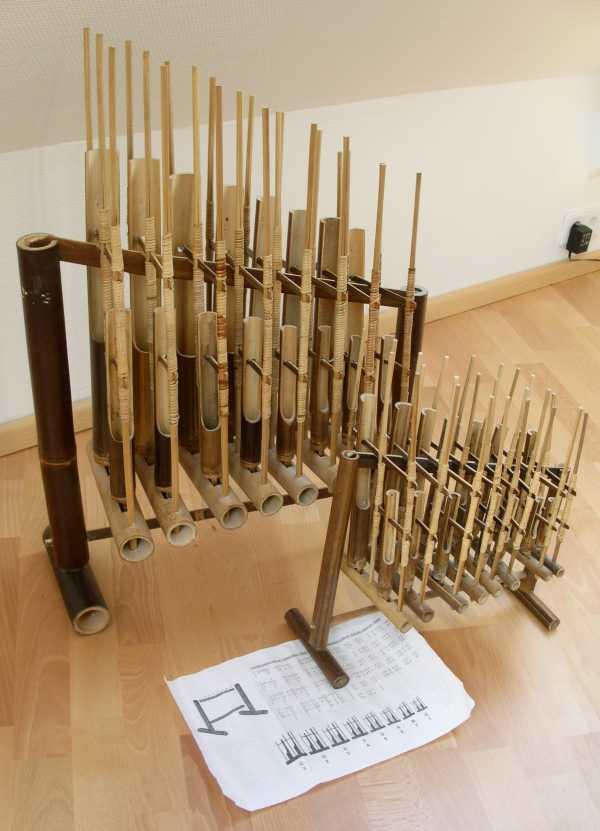
Współczesny angklung

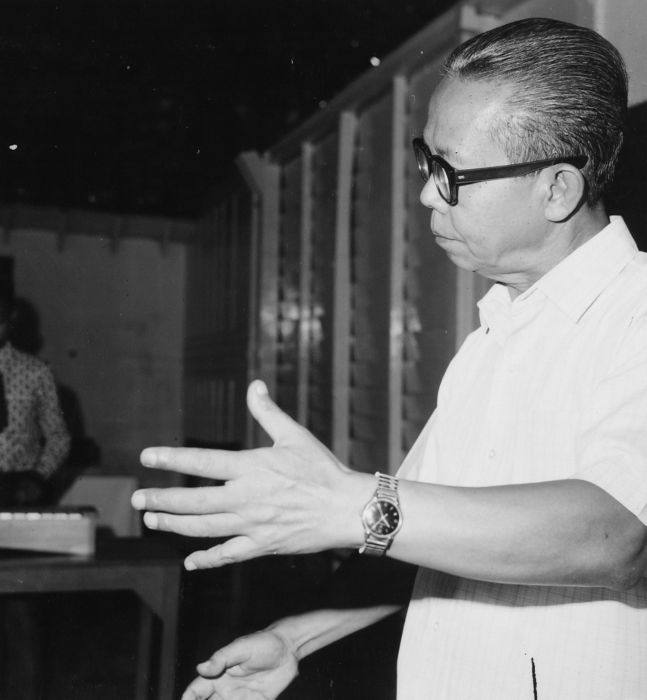
Daeng Soetigna w 1971

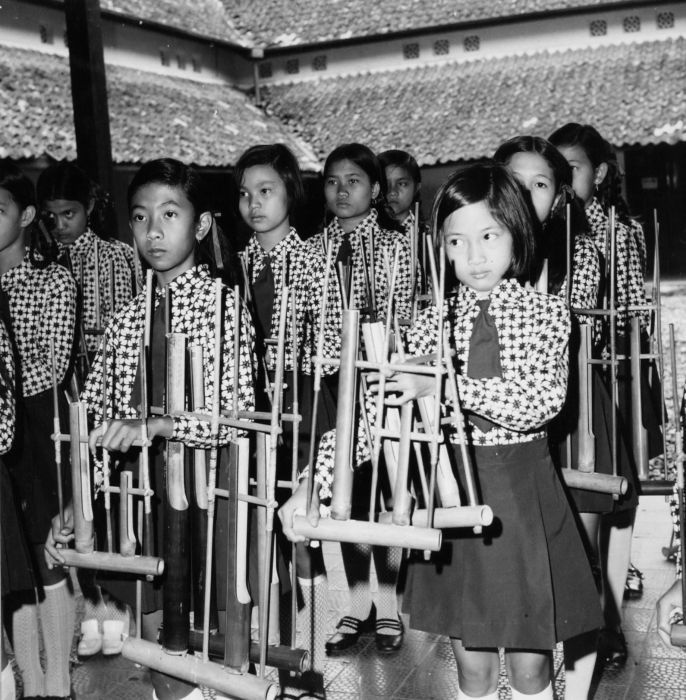
Uczniowie grający na angklungach

Angklung – tradycyjny instrument indonezyjski, idiofon bambusowy, używany w obrzędach rytualnych ku czci bogini ryżu i płodności Dewi Sri, związanych z sadzeniem ryżu i żniwami, a także podczas uroczystości związanych z obrzezaniem. Popularny instrument do nauki muzyki w szkołach indonezyjskich.
W 2010 roku angklung został wpisany na listę niematerialnego dziedzictwa UNESCO.

## Nazwa
Nazwa angklung pochodzi z sundajskiego wyrażenia angkleung-angkleungan, przy czym angka oznacza „dźwięk”, a lung – „złamany”.

## Budowa i gra
Instrumenty wytwarzane są z bambusa, który jest ścinany w ciągu dwóch tygodni w roku, kiedy słychać śpiew cykad. Łodyga bambusa jest ścinana co najmniej na wysokości trzech pierścieni nad ziemią, tak by korzenie mogły się dalej rozrastać. Wiedza na temat angklungu przekazywana jest ustnie z pokolenia na pokolenie, a także coraz częściej w placówkach edukacyjnych.
Angklung składa się z prostokątnej ramy bambusowej, na której zawieszone są najczęściej dwie, trzy lub cztery rurki bambusowe z wypustkami na dole, nastrojone do jednego dźwięku w różnych oktawach, najczęściej w odstępach jedno- i trzyoktawowych. Niektóre angklungi strojone są pod akordy. Tradycyjnie w angklungu stosowano pentatonikę indonezyjską slendro: Angklung Kanekes, Angklung Dogdog Lojor, Angklung Gabrag, Angklung Badeng, Angklung Bunko, Angklung Badud, Angklung Buncis, Calung.
W 1938 roku muzyk Daeng Soetigna (1908–1984) zapoczątkował stosowanie skali diatonicznej: Angklung padaeng. Soetigna zauważył podobieństwo indonezyjskich zespołów angklungu do europejskich zespołów dzwonkarzy, gdzie każdy dzwonkarz gra na dwóch-trzech dzwonkach pod batutą dyrygenta. Soetigna zastąpił dzwonki angklungami nastrojonymi w skali diatonicznej, co pozwoliło na wprowadzenie taniego instrumentu do nauki muzyki w szkołach.
Instrument ma znaczenie symboliczne. Każdy angklung ma przynajmniej parę rurek – żaden człowiek nie powinien izolować się, lecz żyć w społeczeństwie. Większe i mniejsze rurki bambusowe symbolizują ochronę, jaką więksi i bogatsi powinni zapewniać mniejszym i biedniejszym. Angklung brzmi przyjemnie, gdy większe i mniejsze rurki poruszają się jednocześnie – każdy musi być świadomy swoich praw i obowiązków, gdyż tylko tak można zapewnić harmonijne życie. Rurki zaaranżowane są od największej do najmniejszej – każdego dnia należy starać się, by kolejny dzień był lepszy od poprzedniego. Trzy rurki angklungu symbolizują tritangt – czynienie dobra myślą, uczynkiem i słowem.
Muzyk obejmuje ramy angklungu od dołu i od góry, poruszając energicznie górną częścią instrumentu, przez co wprawia rurki bambusowe w wibracje, generując tremolo. Wypustki na dole rurek uderzają wtedy o dolną część ramy. Ponieważ jeden muzyk gra wyłącznie jeden dźwięk (lub akord), wykonywanie utworów muzycznych wymaga współpracy wielu muzyków.
Najbardziej popularną formą zespołu angklung jest angklung buncis, w którego skład wchodzi do dwunastu muzyków grających na angklungach, jeden oboista grający na  oboju z podwójnym stroikiem tarompet, czterech bębniarzy grających na bębenkach dog-dog, kilku śpiewaków, muzyków grających na gongach, a także animatorów publiczności. Na Bali funkcjonują zespoły gamelan angklung grające na czterodźwiękowych angklungach z zastosowaniem pentatoniki indonezyjskiej slendro.

## Historia
Instrument znany jest w Indonezji przynajmniej od 1704 roku. Tradycyjne angklungi używane są w obrzędach rytualnych ku czci bogini ryżu i płodności Dewi Sri, która miała zapewnić wiosce deszcz. W społeczności Baduy, żyjącej w zachodniej Indonezji, muzycy budzą najpierw symbolicznie boginię dźwiękami angklungu i świętują jej zaślubiny z ziemią. Kilka tygodni później grają ponownie, by uchronić boginię i ziemię przed nieszczęściami. Zespoły angklung baduy grają na instrumentach złożonych z dziewięciu rurek.
W 2010 roku angklung został wpisany na listę niematerialnego dziedzictwa UNESCO. W lipcu 2011 roku w Waszyngtonie został pobity rekord liczby osób grających jednocześnie na angklungu – zespół składał się z 5182 osób, a rekord został wpisany do Księgi rekordów Guinnessa.